# Adolfo Boerio
Adolfo Pablo Boerio (Rosario, 12 de noviembre de 1918; Ibídem, 24 de septiembre de 1971), fue presidente del Club Atlético Rosario Central. Es considerado como el refundador del club, ya que sentó las bases a partir de las cuales la institución de Arroyito pasó a tener equipos realmente competitivos, lo que le permitió ganar sus primeros títulos en la Primera División del fútbol argentino. Su hijo, del mismo nombre, también estuvo involucrado en la política del club.

## Inicios como dirigente
Boerio nació en el seno de una familia humilde, por lo que tuvo que ganar su posición con gran esfuerzo. Llegó a ser un próspero comerciante, y al acercarse a Federico Flynn comenzó a hacer realidad su sueño de llegar a ser presidente de Central. Formó parte de la comisión directiva de Flynn hasta que a causa de sucesivos encontronazos entre ambos hicieron que Boerio formara su propia agrupación política y enfrentara a Flynn en elecciones.

## Triunfo en las elecciones y asunción como Presidente
El 31 de enero de 1965 se celebraron las elecciones en el estadio Norte, culminando con el triunfo de la lista encabezada por Boerio (Movimiento Auriazul Renovador) sobre la de Flynn por 4857 votos a 3063.

## Obra como Presidente de Central

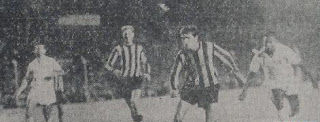
Partido amistoso disputado el 11 de febrero de 1966 en Arroyito ante Santos de Brasil. Desde la izquierda, Emanuele Del Vecchio (S), Norberto Bautista (RC), Otto Sesana (RC) y Pelé (S).

Boerio es señalado como el gestor de las ideas y proyectos que cambiaron la historia futbolística de Rosario Central. Contrató a Miguel Ignomiriello, quien organizó primero las divisiones juveniles, creando la escuela de fútbol, y luego dirigió la Primera del Club, gestionando mejoras en pos de la profesionalización verdadera en el club. Adquirió los pases de varios jugadores renombrados de la época, como Carlos Griguol, José "Pepe" Sasía, Julio Cortés, Adolfo Bielli, José Agustín Mesiano, y el "Negro" González entre otros. También hizo lo propio en el rubro entrenadores, ya que contrató a Manuel Giúdice, campeón de América con Independiente, o D´Amico. Gestionó amistosos con prestigiosos clubes (que se jugaron en Rosario) como el Real Madrid, el Santos F.C. de Pelé, el Rapid Viena (ante el que se inauguró la nueva iluminación del estadio). 
Además planificó la construcción de la Ciudad Deportiva, creando los bonos patrimoniales para que los socios contribuyeran en tan importante proyecto (sea dueño de Rosario Central, era el eslogan), entre otras.

## Final de su gestión y posterior fallecimiento
En 1968 revalidó su cargo al ser la suya la única lista que se presentara a elecciones. Pero hacia 1969 comenzó a sufrir embates de sus opositores (especialmente del expresidente Agustín Rodríguez Araya) ante un par de malas campañas del equipo. Al mismo tiempo, su dedicación exclusiva a Rosario Central le hizo perder el control sobre sus comercios, que entraron en problemas económicos. En 1969 decide retirarse del cargo, dejando su lugar a Roberto Rizzo. Volvió a presentarse en las elecciones de 1970, donde cayó ante Víctor Vesco, quien había ingresado a la política de Central de la mano de Boerio. Falleció en 1971, cuando Rosario Central se encaminaba a ganar su primer título de Primera División de AFA.

## Legado

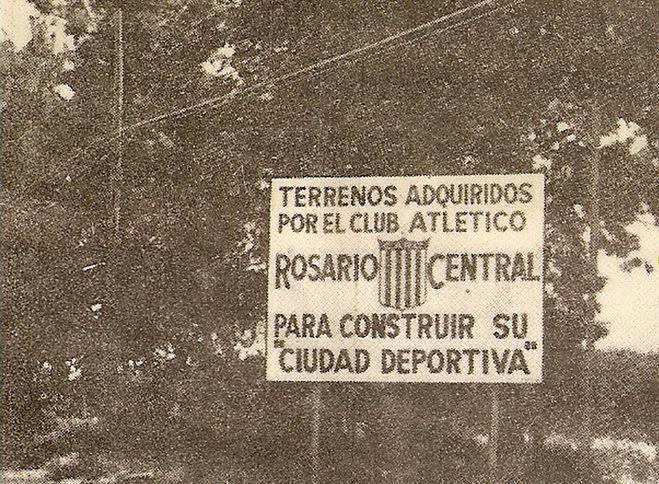
Foto de los terrenos recién adquiridos que se convertirían en la Ciudad Deportiva.

La importancia de la gestión de Boerio radicó en las bases que construyó para que Central, un club que desde su ingreso en AFA en 1939 no había podido protagonizar grandes campañas, pasara a ser animador de los torneos, primero conformando planteles con jugadores de experiencia y renombre y luego nutriéndose de los futbolistas formados en la cantera bajo el mando de un excelente profesional como Miguel Ignomiriello. Si bien Vesco es "el presidente de los campeonatos", fue Boerio quien organizó el fútbol de Central de tal manera que esto fuera posible. Asimismo proyectó una obra importantísima, tanto para lo antes mencionado como para el patrimonio del club, que fue la Ciudad Deportiva, la cual lleva su nombre desde la década del '90.